# Érfalu
Érfalu (1899-ig Potocska, szlovákul: Potôčky, ukránul: Potyicski) község Szlovákiában, az Eperjesi kerület Sztropkói járásában.

## Fekvése
Sztropkótól 7 km-re keletre, az Olyka-patak és az Ondava között fekszik.

## Története
1567-ben említik először.
A 18. század végén Vályi András így ír róla: „POTOSKA. Orosz falu Zemplén Vármegyében, földes Ura Gróf Keglevics Uraság, lakosai ó hitüek, fekszik a’ Sztropkói járásban, Vojtóczhoz nem meszsze, határja 3 nyomásbéli, rozsot, zabot terem, szőleje nints, erdeje tsekély, piatza Sztropkón.”
Fényes Elek 1851-ben kiadott geográfiai szótárában így ír a faluról: „Potocska, orosz falu, Zemplén vmegyében, 133 g. kath. lak. 202 h. szántófölddel, Ut. p. Orlik.”
Borovszky Samu monográfiasorozatának Zemplén vármegyét tárgyaló része szerint: „Érfalu, azelőtt Potocska. Ruthén kisközség, mindössze 14 házzal és 70 gör. kath. vallású lakossal. Postája és távírója Sztropkó, vasúti állomása Mezőlaborcz. A kir. kamara birtoka volt, melyet később Perényi Gábor, 1569-ben pedig Pethő János kapott. Mindvégig a sztropkói uradalom tartozéka maradt s csak a XVIII. században került a gróf Keglevichek, később pedig a gróf Barkóczyak tulajdonába. Most nincs nagyobb birtokosa. Neve hajdan Photuczkának is hangzott. A faluban csak kápolna van, mely 1868-ban épült.”
1920 előtt Zemplén vármegye Sztropkói járásához tartozott.

## Népessége
| Év:            | 1994. | 2004.   | 2014. | 2024.    |
| -------------- | ----- | ------- | ----- | -------- |
| Emberek száma: | 74    | 70      | 63    | 71       |
| Eltérés:       |       | -5,40 % | -10 % | +12,69 % |

| Év:            | 2023. | 2024. |
| -------------- | ----- | ----- |
| Emberek száma: | 71    | 71    |
| Eltérés:       |       | +0 %  |

1910-ben 79, túlnyomórészt ruszin anyanyelvű lakosa volt.
2001-ben 75 lakosából 53 szlovák és 19 ruszin volt.
2011-ben 60 lakosából 32 ruszin és 27 szlovák volt.